# 팔건장
팔건장(八健將)은 《삼국지연의》에 나오는 말로, 장료(張遼)를 선두로 하여금 일곱 명의 용맹한 부장을 합쳐 부르는 말이다.
하지만 장료 이외에는 전원 잡장으로 여포가 용맹한 세력을 이끌고 있다는 묘사를 위한 표현일 뿐이다.

## 보기

### 오해
사람들은 팔건장의 선두는 고순(高順)으로 착각하는 경우가 있는데, 팔건장(八健將)은 장료와 그의 일곱 부장을 뜻하는 것이므로, 고순은 팔건장에 속하지 않는다.

### 명단
- 장료 (張遼): 여포를 따라다니며 정원의 부하도 되었다가, 동탁의 부하도 되었다가, 원소의 부하도 되었다가, 여포의 부하도 되었다가 하면서 이리저리 유랑했다가 여포가 사망한 이후 조조의 부하가 되었다.
- 장패 (臧覇): 원래 도겸의 부하였다가 여기저기 밀려다니다가 여포의 휘하로 유입되었다.
- 학맹 (郝萌): 여기저기 밀려다니다가 장비에게 처형당했다.
- 성렴 (成廉): 등장하자마자 악진이 쏜 화살에 맞아서 전사했다.
- 송헌 (宋憲): 여포를 배신하고 조조의 휘하로 들어왔지만 안량에게 바로 사살된다.
- 위속 (魏續): 여포를 배신하고 조조의 휘하로 들어왔지만 안량에게 바로 사살된다.
- 조성 (曹性): 하후돈의 눈에 화살을 쏘고 바로 전사했다.
- 후성 (侯成): 여포를 배신하고 조조의 휘하로 들어왔지만 바로 야반도주한다.

## 같이 보기
- 수하팔부 관중십장　오호대장군 오장군 십이지장
- 건안칠자 서원팔교위 강하팔준 촉한사상
- 삼조 마씨오상 사마팔달